# Delaney (Familienname)
Delaney ist ein gängiger Familienname im englischen Sprachraum.

## Herkunft und Bedeutung
Delaney ist die anglisierte Form des irischsprachigen patronymischen Nachnamens Ó Dubhshláine, der ursprünglich vor allem im County Laois verbreitet war. Träger des Namens waren einstmals Herrscher der Region Upperwoods (An Choill Uachtarach) bei den Slieve Bloom Mountains. 
Der Bestandteil Ó steht dabei für Enkel bzw. Nachkomme und der Personenname Dubhsláine setzt sich aus den Teilen Dubh (deutsch: schwarz) und Sláine für den Fluss Slaney zusammen; er bedeutet also Nachkomme einer schwarzhaarigen Person, die am Fluss Slaney lebte.

## Varianten
- Daddow, Dando, Daunay, Dauney, Dawnay, Dawney, Delany, Deleaney

## Namensträger
- Anne Delaney (* 1958), US-amerikanische Komponistin, Sängerin und Songwriterin
- April McClain-Delaney (* 1964), US-amerikanische Politikerin der Demokratischen Partei
- Ashley Delaney (* 1986), australischer Schwimmer
- Damien Delaney (* 1981), irischer Fußballspieler
- Delwayne Delaney (* 1982), Leichtathlet aus St. Kitts und Nevis
- Edward Delaney (* 1930), irischer Bildhauer
- Eric Delaney (1924–2011), britischer Schlagzeuger, Perkussionist und Bandleader
- Frank Delaney (1942–2017), irischer Journalist und Buchautor
- Jack Delaney (Boxer) (1900–1948), kanadischer Boxer
- Jack Delaney (Musiker) (1930–1975), US-amerikanischer Jazzmusiker
- Jake Delaney (* 1997), australischer Tennisspieler
- James Delaney (Politiker) (1896–1970), irisch-amerikanischer Politiker, Bürgermeister von Anchorage
- James Delaney (Tennisspieler) (* 1953), US-amerikanischer Tennisspieler
- James Delaney (Rugbyspieler) (* 1992), Rugbyspieler
- James Emerson Delaney (1924–1947), US-amerikanischer Boxer, siehe Jimmy Doyle (Boxer)
- James J. Delaney (1901–1987), US-amerikanischer Politiker
- Jim Delaney (1921–2012), US-amerikanischer Kugelstoßer
- Joe Delaney (* 1972), irischer Snookerspieler
- John Delaney (Schachspieler) (* 1962), irischer Schachspieler
- John Adrian Delaney (* 1956), US-amerikanischer Jurist und Politiker
- John J. Delaney (1878–1948), US-amerikanischer Politiker
- John K. Delaney (* 1963), US-amerikanischer Politiker
- John Delaney (Fußballfunktionär) (* 1967), Vorsitzender der Football Association of Ireland
- Joseph Delaney (Künstler) (1904–1991), US-amerikanischer Künstler
- Joseph Delaney (Schriftsteller) (Joseph Henry Delaney; 1945–2022), britischer Fantasy-Autor
- Joseph H. Delaney (Joseph Henry Delaney; 1932–1999), US-amerikanischer Jurist und Science-Fiction-Autor
- Joseph Patrick Delaney (1934–2005), US-amerikanischer Geistlicher, Bischof von Fort Worth
- Kim Delaney (* 1961), US-amerikanische Schauspielerin
- Laura Delany (* 1992), irische Cricketspielerin
- Laurance Delaney (* 1956), walisischer Rugby-Union-Spieler
- Malcolm Delaney (* 1989), US-amerikanischer Basketballspieler
- Marjorie Delaney (* um 1910; † ?), kanadische Badmintonspielerin
- Mark Delaney (* 1976), walisischer Fußballspieler
- Matthew B. J. Delaney, US-amerikanischer Schriftsteller
- Michael Joseph Delaney, kanadischer Schauspieler
- Mike Delaney (* 1947), britischer Sprinter
- MJ Delaney, britische Regisseurin
- Pádraic Delaney (* 1977), irischer Schauspieler
- Rachel Delaney (* 1997), irische Cricketspielerin
- Rob Delaney (* 1977), US-amerikanischer Schauspieler, Synchronsprecher, Komiker und Drehbuchautor
- Robert Mills Delaney (1903–1956), US-amerikanischer Komponist und Musikpädagoge
- Sean Delaney (1945–2003), US-amerikanischer Musiker, Produzent, Manager und Songwriter
- Shelagh Delaney (1938–2011), britische Schriftstellerin
- Thomas Delaney (* 1991), dänischer Fußballspieler
- Tom Delaney (1889–1963), US-amerikanischer Bluesmusiker
- William „Bill“ Delaney, ein Deckname von Monk Eastman (1873–1920), US-amerikanischer Krimineller